# Reiko Yoshida
Reiko Yoshida (吉田 玲子, Yoshida Reiko) is een Japans scenarioschrijver en mangaka. Ze schreef en begeleidde verscheidene scenario's voor anime, live-actionreeksen en films. Enkele bekende anime van haar hand zijn Kasumin, Kaleido Star, Aria, Maria-sama ga Miteru, D.Gray-man, K-On!, Bakuman en Girls und Panzer. Ook schreef ze de scenario's voor The Cat Returns, Digimon: The Movie, Kyoto Animation's film A Silent Voice en de filmbewerking van Osamu Tezuka's Boeddha. Deze laatste film werd positief onthaald door de dalai lama.
Samen met illustrator Mia Ikumi schreef Yoshida het verhaal voor de manga Tokyo Mew Mew. Op het Tokyo Anime Award Festival in 2014 won ze de prijs voor Beste Scenario voor Girls und Panzer. Ze won de prijs opnieuw in 2017. In 2018 schreef ze het scenario voor Violet Evergarden.

## Oeuvre

### Anime
| Jaar | Titel                                                                         | Rol                              | Nota's                                                        | Bron                              |
| ---- | ----------------------------------------------------------------------------- | -------------------------------- | ------------------------------------------------------------- | --------------------------------- |
| 1989 | Dragon Ball Z                                                                 | Scenario                         | Afleveringen                                                  | [ 5 ]                             |
| 1994 | Fortune Quest                                                                 | Scenario                         |                                                               | [ 6 ]                             |
| 1995 | Virtua Fighter                                                                | Scenario                         |                                                               |                                   |
| 1996 | Mizuiro Jidai                                                                 | Scenario                         |                                                               | [ 6 ]                             |
| 1996 | Boys Over Flowers                                                             | Scenario                         |                                                               | [ 6 ]                             |
| 1997 | Yume no Crayon Oukoku                                                         | Storyboard                       |                                                               |                                   |
| 1999 | Digimon Adventure                                                             | Scenario                         | Kortfilm, deel 1 van 3 van Digimon: The Movie                 |                                   |
| 1999 | Digimon Adventure                                                             | Scenario                         | TV reeks                                                      |                                   |
| 1999 | Kaikan Phrase                                                                 | Scenario                         |                                                               | [ 6 ]                             |
| 1999 | Saiyuki                                                                       | Scenario supervisie              | OVA                                                           |                                   |
| 2000 | Digimon Adventure: Our War Game!                                              | Scenario                         | Kortfilm, deel 2 van 3 van Digimon: the Movie                 |                                   |
| 2000 | Digimon Adventure 02                                                          | Scenario                         |                                                               |                                   |
| 2000 | Street Fighter Alpha: The Animation                                           | Scenario                         | OVA                                                           |                                   |
| 2000 | Digimon Hurricane Landing!! / Transcendent Evolution!! The Golden Digimentals | Scenario                         | film, deel 3 van 3 van Digimon: the Movie                     |                                   |
| 2000 | Ojarumaru the Movie: The Promised Summer - Ojaru and Semira                   | Scenario                         | Kortfilm                                                      |                                   |
| 2001 | Digimon Adventure 02: Revenge of Diaboromon                                   | Scenario                         | Kortfilm                                                      |                                   |
| 2001 | Angelic Layer                                                                 | Scenario                         | Afleveringen                                                  | [ 6 ]                             |
| 2001 | Kasumin series                                                                | Scenario supervisie              | 3 seizoenen                                                   | [ 6 ]                             |
| 2001 | Rurouni Kenshin: Reflection                                                   | Scenario                         | OVA                                                           |                                   |
| 2002 | Jing: King of Bandits                                                         | Scenario supervisie              |                                                               | [ 6 ]                             |
| 2002 | The Cat Returns                                                               | Scenario                         | film                                                          | [ 6 ]                             |
| 2002 | Getbackers                                                                    | Scenario                         |                                                               | [ 6 ]                             |
| 2003 | Digi-giri Pop!                                                                | Scenario supervisie              |                                                               | [ 6 ] [ 7 ]                       |
| 2003 | Kaleido Star                                                                  | Scenario supervisie              | Ook New Wings                                                 | [ 6 ]                             |
| 2003 | Scrapped Princess                                                             | Scenario supervisie              |                                                               | [ 6 ] [ 7 ]                       |
| 2003 | Gad Guard                                                                     | Scenario                         |                                                               | [ 6 ]                             |
| 2003 | Popolocrois                                                                   | Scenario supervisie              |                                                               |                                   |
| 2004 | Maria-sama ga Miteru                                                          | Scenario supervisie              | Maria-sama ga Miteru only                                     |                                   |
| 2004 | Miracle! Panzo                                                                | Scenario                         |                                                               |                                   |
| 2004 | Maria-sama ga Miteru Spring                                                   |                                  |                                                               |                                   |
| 2004 | School Rumble                                                                 | Scenario                         | Afleveringen                                                  | [ 6 ]                             |
| 2004 | Genshiken                                                                     | Scenario                         | Episodisch                                                    | [ 6 ]                             |
| 2004 | Jing: King of Bandits in Seventh Heaven                                       | Scenario                         |                                                               |                                   |
| 2005 | Emma: A Victorian Romance                                                     | Scenario                         | Episodisch                                                    | [ 6 ]                             |
| 2005 | Mushiking: The King of Beetles                                                | Scenario supervisie              |                                                               |                                   |
| 2005 | Sugar Sugar Rune                                                              | Scenario supervisie              |                                                               |                                   |
| 2005 | Canvas 2: Niji Iro no Sketch                                                  | Scenario supervisie              |                                                               |                                   |
| 2005 | Aria the Animation                                                            | Scenario                         | Episodisch                                                    | [ 6 ]                             |
| 2006 | Kaleido Star: Legend of Phoenix                                               | Scenario                         |                                                               |                                   |
| 2006 | Rec                                                                           | Scenario supervisie              |                                                               | [ 6 ]                             |
| 2006 | Ballad of a Shinigami                                                         | Scenario supervisie              |                                                               | [ 6 ]                             |
| 2006 | The Story of Saiunkoku                                                        | Scenario supervisie              |                                                               | [ 8 ]                             |
| 2006 | Jyu-Oh-Sei                                                                    | Scenario supervisie              |                                                               | [ 6 ] [ 8 ]                       |
| 2006 | La Corda d'Oro: Primo passo                                                   | Scenario supervisie              |                                                               | [ 6 ]                             |
| 2006 | Ghost Hunt                                                                    | Scenario                         |                                                               | [ 6 ]                             |
| 2006 | D.Gray-man                                                                    | Scenario supervisie              |                                                               | [ 6 ]                             |
| 2006 | Maria-sama ga Miteru                                                          | Scenario supervisie              | derde seizoen OVA                                             |                                   |
| 2006 | God Family                                                                    | Scenario                         |                                                               | [ 6 ]                             |
| 2007 | Deltora Quest                                                                 | Scenario                         |                                                               | [ 6 ]                             |
| 2007 | Romeo × Juliet                                                                | Scenario supervisie              |                                                               | [ 6 ]                             |
| 2007 | Mushi-Uta                                                                     | Scenario supervisie              |                                                               | [ 8 ]                             |
| 2008 | Our Home's Fox Deity                                                          | Scenario supervisie              |                                                               | [ 6 ]                             |
| 2008 | Maria-sama ga Miteru                                                          | Scenario supervisie              | vierde seizoen                                                |                                   |
| 2008 | Kurokami: The Animation                                                       | Scenario supervisie              |                                                               | [ 6 ] [ 8 ]                       |
| 2008 | La Corda d'Oro: Secondo Passo                                                 | Scenario                         |                                                               |                                   |
| 2009 | K-On!                                                                         | Scenario supervisie              |                                                               | [ 6 ] [ 9 ]                       |
| 2009 | Tales of Vesperia: The First Strike                                           | Scenario                         |                                                               | [ 6 ]                             |
| 2010 | Chu-Bra!!                                                                     | Scenario supervisie              |                                                               | [ 10 ]                            |
| 2010 | Nodame Cantabile Finale                                                       | Scenario                         |                                                               | [ 6 ]                             |
| 2010 | Tamayura                                                                      | Scenario                         | OVA                                                           | [ 6 ]                             |
| 2010 | Bakuman                                                                       | Scenario supervisie              | 3 seizoenen                                                   | [ 6 ] [ 11 ] [ 12 ] [ 13 ] [ 14 ] |
| 2011 | Adult Women's Anime Time                                                      | Scenario                         |                                                               | [ 6 ] [ 15 ]                      |
| 2011 | Buddha: The Great Departure                                                   | Scenario                         | film                                                          | [ 6 ] [ 16 ]                      |
| 2011 | Mayo Chiki!                                                                   | Scenario supervisie              |                                                               | [ 10 ]                            |
| 2011 | Kimi to Boku                                                                  | Scenario supervisie              | 2 seizoenen                                                   | [ 17 ] [ 14 ]                     |
| 2011 | K-On! the movie                                                               | Scenario                         |                                                               | [ 18 ]                            |
| 2012 | Saint Seiya Omega                                                             | Scenario supervisie              |                                                               | [ 19 ]                            |
| 2012 | Tamayura Hitotose                                                             | Scenario                         | OVA                                                           |                                   |
| 2012 | Girls und Panzer                                                              | Scenario supervisie              | Tokyo Anime Award Festival, Best Scenario/Original Work, 2014 | [ 6 ] [ 20 ] [ 21 ]               |
| 2012 | Blue Exorcist: The Movie                                                      | Scenario                         |                                                               | [ 6 ] [ 22 ]                      |
| 2013 | Mangirl                                                                       | Scenario supervisie              |                                                               | [ 6 ]                             |
| 2013 | Tamako Market                                                                 | Scenario supervisie              |                                                               | [ 6 ] [ 23 ]                      |
| 2013 | Student Council's Discretion Lv. 2                                            | Scenario supervisie              |                                                               | [ 6 ] [ 24 ] [ 25 ]               |
| 2013 | Adult Women's Anime Time                                                      | Scenario                         | Tweede TV reeks, afl. "Jinsei Besutoten"                      |                                   |
| 2013 | Majestic Prince                                                               | Structuur                        | Genomineerd – 3rd Newtype Anime Awards, Scenario              | [ 26 ]                            |
| 2013 | A Town Where You Live                                                         | Scenario supervisie              | TV series                                                     | [ 6 ] [ 27 ]                      |
| 2013 | Non Non Biyori                                                                | Scenario supervisie              | Ook Repeat                                                    | [ 28 ] [ 29 ]                     |
| 2013 | Yowamushi Pedal                                                               | Scenario supervisie              |                                                               | [ 30 ]                            |
| 2014 | Witch Craft Works                                                             | Scenario                         |                                                               | [ 31 ]                            |
| 2014 | The Pilot's Love Song                                                         | Scenario                         |                                                               |                                   |
| 2014 | Buddha 2: Tezuka Osamu no Buddha - Owarinaki Tabi                             | Scenario                         |                                                               | [ 32 ] [ 33 ]                     |
| 2014 | Tamako Love Story                                                             | Scenario                         | film                                                          | [ 34 ] [ 35 ]                     |
| 2014 | Girls und Panzer: This is the Real Anzio Battle!                              | Scenario supervisie              |                                                               |                                   |
| 2014 | Hanayamata                                                                    | Scenario supervisie and Scenario |                                                               | [ 36 ]                            |
| 2015 | Castle Town Dandelion                                                         | Scenario supervisie              |                                                               | [ 37 ] [ 38 ] [ 39 ]              |
| 2015 | Yowamushi Pedal: The Movie                                                    | Scenario                         |                                                               | [ 40 ]                            |
| 2015 | Aria the Avvenire                                                             | Scenario                         | OVA                                                           | [ 41 ] [ 42 ]                     |
| 2016 | Haruchika                                                                     | Scenario supervisie              |                                                               | [ 43 ] [ 44 ] [ 45 ]              |
| 2016 | Ao no Kanata no Four Rhythm                                                   | Scenario supervisie              |                                                               |                                   |
| 2016 | High School Fleet                                                             | Scenario supervisie              |                                                               | [ 46 ]                            |
| 2016 | Cheer Boys!!                                                                  | Scenario supervisie              |                                                               |                                   |
| 2016 | A Silent Voice                                                                | Scenario                         | film                                                          | [ 47 ]                            |
| 2018 | Violet Evergarden                                                             | Scenario supervisie              |                                                               |                                   |
| 2018 | Hakumei and Mikochi                                                           | Scenario supervisie              |                                                               |                                   |
| 2018 | Liz and the Blue Bird                                                         | Scenario                         | Deel van de Sound! Euphonium reeks                            | [ 48 ]                            |

### Live-action
| Jaar | Titel                                      | Rol      | Nota's  | Bron          |
| ---- | ------------------------------------------ | -------- | ------- | ------------- |
| 1999 | Bunny Knights                              | Scenario |         | [ 49 ]        |
| 2000 | Office Lady's Beauty Battle                | Scenario |         | [ 50 ]        |
| 2001 | Dreams of Romance                          | Scenario |         | [ 51 ]        |
| 2001 | Parfum de la Jelouise                      | Scenario |         | [ 52 ] [ 50 ] |
| 2002 | Transparent                                | Scenario |         | [ 53 ]        |
| 2002 | Satorare                                   | Scenario |         | [ 50 ]        |
| 2007 | Time Limit Investigator 2                  | Scenario |         | [ 50 ]        |
| 2013 | Shiromajo Gakuen                           | Scenario |         | [ 54 ] [ 50 ] |
| 2015 | Innocent Lilies: The End and the Beginning | Scenario | Vervolg | [ 50 ]        |

### Manga
| Titel                  | Jaar    | Nota's | Bron          |
| ---------------------- | ------- | --- | ------------- |
| ''Labyrinth of Sparkle | 1998    | Origineel verhaal. Geïllustreerd door Kuni Arisaka Uitgegeven door Judy Comics gedurende 3 volumes                                    | [ 55 ]        |
| The Ends of the Love   | 1999    | Origineel verhaal. Geïllustreerd door Kuni Arisaka Uitgegeven door Judy Comics gedurende 4 volumes                                    | [ 56 ]        |
| Tokyo Mew Mew          | 2000–03 | Schrijver. Geïllustreerd door Mia Ikumi. Uitgegeven in Nakayoshi magazine Uitgegeven door Kodansha gedurende 7 volumes                | [ 57 ] [ 58 ] |
| Romeo × Juliet         | 2007–09 | Schrijver. Geïllustreerd door Hiroki Harada. Uitgegeven in Monthly Asuka magazine Uitgegeven door Kadokawa Shoten gedurende 2 volumes | —             |

- Bibsys: 13023389
- Biblioteca Nacional de España: XX1195902
- Bibliothèque nationale de France: cb141468320 (data)
- CiNii: DA16049053
- Gemeinsame Normdatei: 1156354722
- International Standard Name Identifier: 0000 0000 4161 0009
- Library of Congress Control Number: no2015098472
- MusicBrainz: 9cc2319a-df7e-4946-9754-7fcc59e3c445
- Bibliotheek van het Japanse parlement: 00760678
- Nationale Bibliotheek van Israël: 987007389357005171
- Système universitaire de documentation: 157802272
- Virtual International Authority File: 56818501